# Jürgen Straub

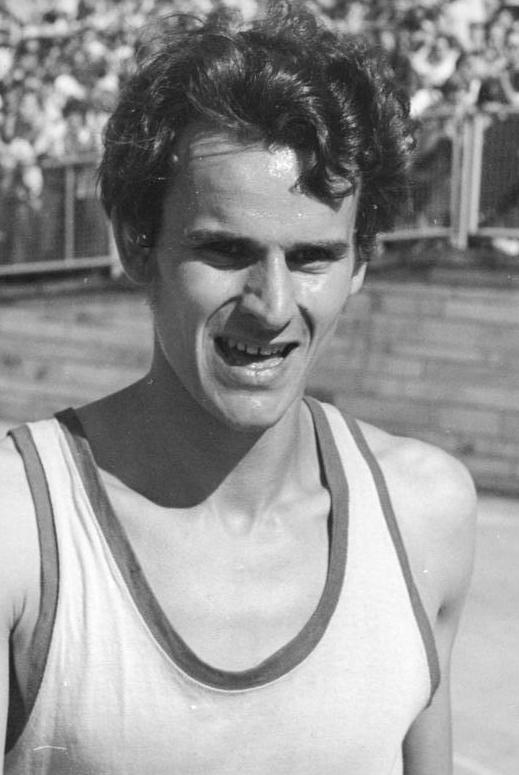
Jürgen Straub (Mai 1978)

Jürgen Straub (* 3. November 1953 in Weitersroda) ist ein ehemaliger DDR-Leichtathlet und Olympiamedaillengewinner, der in den 1980er Jahren zu den weltbesten Mittelstreckenläufern gehörte.

## Werdegang
Er war Mitglied des ASK Vorwärts Potsdam, sein Trainer war Bernd Dießner. Er hatte bei einer Größe von 1,82 m ein Wettkampfgewicht von 62 kg.

### Olympische Silbermedaille 1980
Durch seinen zweiten Platz im 1500-Meter-Lauf bei den Olympischen Spielen 1980 in Moskau sorgte Jürgen Straub für eine Sensation: Die schon mehrere Jahre lang die Mittelstrecken beherrschenden Briten Sebastian Coe und Steve Ovett galten als klare Favoriten für den Sieg, jedoch konnte sich Straub im Endspurt zwischen sie schieben (hinter Coe vor Ovett). Weil sich kein anderer Läufer entschließen konnte, an die Spitze zu gehen, hatte Straub lange Zeit geführt. 300 Meter vor dem Ziel zog er den Spurt an, dem Ovett nicht mehr folgen konnte. Der Lauf wurde zu einem der Höhepunkte der Olympischen Spiele dieses Jahres und wurde seitdem häufig in Zeitungen und Büchern in allen Einzelheiten beschrieben. Für den Gewinn der Silbermedaille wurde Straub mit dem Vaterländischen Verdienstorden in Bronze ausgezeichnet.
Jürgen Straub lieferte sich ein jahrelanges Duell mit dem Westdeutschen Thomas Wessinghage, das allerdings 1980 wegen des Boykotts der Olympischen Spiele durch die Bundesrepublik Deutschland bei Olympia nicht zustande kam.
Kurz nach seinem olympischen Erfolg beendete Jürgen Straub wegen Hüftbeschwerden auf Grund von Gelenkabnutzungen seine sportliche Laufbahn. Er wurde Diplomsportlehrer und Trainer bei seinem früheren Sportklub. Nach dem Ende der DDR verlor er seine Stelle. Er arbeitete kurze Zeit für einen Sportartikelhersteller und war im Versicherungswesen tätig. Privat heiratete er die Sportlehrerin Cornelia Straub, mit der er die beiden Kinder Alexander und Juliane bekam.
Jürgen Straub ist auch Cheforganisator der Preußischen Meile, die jedes Jahr in Potsdam ausgetragen wird. Er ist gegenwärtig leitender Sport- und Physiotherapeut im Reha- und Gesundheitssportverein, (recabic-TRAINING) innerhalb der Ambulanten Reha-Abteilung des Fachorthopädischen Krankenhauses, Oberlinklinik, in Potsdam-Babelsberg.

## Weitere Erfolge
- 1975: 3000-Meter-Hindernislauf: 8:19,8 min am 26. Juni in Oslo. Straub zog in diesem Rennen den Schweden Anders Gärderud zum neuen Weltrekord von 8:10,4 min
- 1977: Weltcup-Dritter im 1500-Meter-Lauf mit DDR-Rekord (3:37,5 min) hinter Steve Ovett und Thomas Wessinghage
- 1978: DDR-Rekord im 1500-Meter-Lauf in 3:36,1 min (Ostberlin)
- 1979: 1500-Meter-Läufe: Sieg beim Europacup in Turin (3:40,7 min); Weltcup-Dritter (3:46,30 min); 3:33,68 min am 31. August 1979 in Potsdam (DDR-Rekord); 800-Meter-Lauf: Europacupsieger (1:47,1 min)